# 이손초 전투

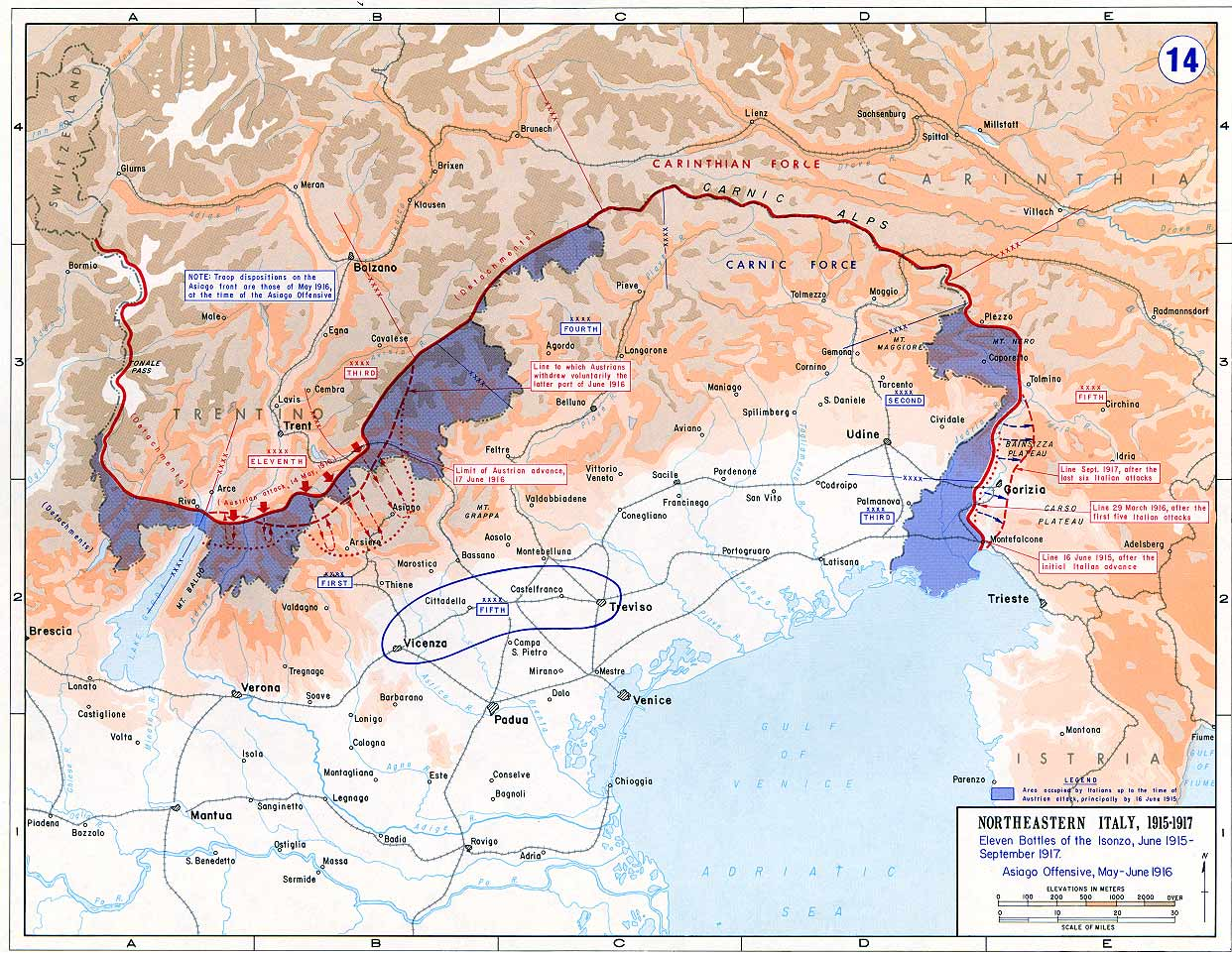

이손초 전투는 1915년과 1917년 사이 오스트리아-헝가리 제국과 이탈리아 왕국의 국경지대인 이손초강(슬로베니아의 소차강)에서 벌어진 전투를 일컬으며, 총 12차례 발생했다.
- 1915년 6월 23일부터 7월 7일까지 지속된 1차 이손초 전투
- 1915년 7월 18일부터 8월 3일까지 지속된 2차 이손초 전투
- 1915년 10월 18일부터 11월 3일까지 지속된 3차 이손초 전투
- 1915년 11월 10일부터 12월 2일까지 지속된 4차 이손초 전투
- 1916년 3월 9일부터 16일까지 지속된 5차 이손초 전투
- 1916년 8월 6일부터 17일까지 지속된 6차 이손초 전투
- 1916년 9월 14일부터 9월 18일까지 지속된 7차 이손초 전투
- 1916년 10월 10일부터 10월 12일까지 지속된 8차 이손초 전투
- 1916년 10월 30일부터 11월 4일까지 지속된 9차 이손초 전투
- 1917년 5월 10일부터 6월 8일까지 지속된 10차 이손초 전투
- 1917년 8월 18일부터 9월 12일까지 지속된 11차 이손초 전투
- 1917년 10월 24일부터 11월 19일까지 지속된 12차 이손초 전투